# Stazione di Reggio Calabria Mare
La stazione di Reggio Calabria Mare è stata uno degli scali ferroviari della città di Reggio Calabria.

## Storia
Inaugurata il 15 marzo 1881, per oltre un secolo ha servito come punto di collegamento ferroviario da/verso la città di Reggio Calabria ed il suo porto e quindi, tramite interscambio navale, verso l'omologa Stazione di Messina Marittima e la Sicilia.
L’infrastruttura era inoltre fornita di una rampa mobile per il traghettamento dei convogli ferroviari (passeggeri e merci), resa non operativa a partire dal 1993.
A partire dagli anni '60, la stazione funzionò anche come stazione di testa/termine per treni a lunga percorrenza diretti a Bari, come ad esempio l'Intercity Pitagora: in questa caso la stazione funzionava da punto di approdo per l'utenza siciliana, in antitesi con la stazione di Villa San Giovanni Mare.
La stazione era stata ristrutturata ma dal 2006 ha cessato di essere operativa. Nel 2010 venne rimossa la catenaria e dal 2011 venne totalmente dismessa: nell'area antistante la stazione è stato realizzato un parcheggio per autobus urbani ed extraurbani.
Tra febbraio e marzo 2017 viene completamente smantellato ciò che rimaneva della stazione, ossia i binari e il terminal passeggeri. L'area dove sorgeva la stazione è stata successivamente trasformata in parcheggio tra il 2018 e il 2019 nell'ambito dei lavori di prolugamento della zona del lungomare e per la prospettiva del Centro per le Culture del Mediterraneo.